# Registratore di eventi ferroviario
I registratori di eventi ferroviari sono simili alle scatole nere presenti sugli aerei. Essi registrano dei dati sulle attività dei comandi e sul movimento del treno stesso.
I dati vengono immagazzinati su un nastro magnetico, una RAM o, più di recente, memorie non volatili come EEPROM o flash, sovrascritte con un ciclo continuo di tipo FIFO. Essi sono utilizzati durante le indagini in seguito a incidenti oppure per controllare le prestazioni dei mezzi o la competenza dei macchinisti.

## Normative

### Francia
In Francia è stato sviluppato il sistema Flaman.

### Regno Unito e Irlanda
Tutti i treni che operano sulle infrastrutture della Network Rail britannica devono essere equipaggiati con un registratore di eventi secondo la norma "GM/RT 2472". Anche l'Irlanda ha adottato questa normativa.
I requisiti minimi delle memorie per resistere agli incidenti sono:
- resistenza al fuoco a 700 °C per 5 minuti;
- resistenza ad impatto a 100 g, 3 volte per ognuno dei 6 lati;
- resistenza ad una compressione di 20 kN per un minuto su tutte le facce e gli angoli;
- resistenza all'immersione in acqua, fluido refrigerante e 1,1,1,2-tetrafluoroetano (freon R-134A) per un'ora;
- resistenza in un campo magnetico prodotto da una corrente pulsante da 0 a 64 kA a 107 A/s ad una distanza di un metro;

I requisiti britannici sono simili a quelli statunitensi, ma la lista dei dati da registrare è più lunga; ciò è dovuto alla prevalenza di treni passeggeri e all'inevitabile possibilità di incidenti che coinvolgono le porte di accesso.

### Stati Uniti d'America
La norma "Final Rule 49 CFR Part 229" della Federal Railroad Administration statunitense impone che tutte le locomotive statunitensi, canadesi e messicane che transitano negli USA e che siano in grado di superare le 30 mph (circa 48 km/h) siano dotate di un registratore di eventi.
Alcune regole valide per le locomotive ordinate dopo il 1º ottobre 2006 o messe in servizio dopo il 1º ottobre 2009 impongono delle ulteriori specifiche:
- la memoria dove sono immagazzinati i dati deve resistere a condizioni ambientali ostili, quindi viene sottoposta ad alcune prove:
  - resistenza al fuoco a 750 °C per un'ora; questo test serve per simulare la combustione del gasolio;
  - impatto a 55 g;
  - compressione statica a 110 kN per 5 minuti; questo serve per simulare il deragliamento della locomotiva e l'impatto con un oggetto smussato;
  - immersione in gasolio, acqua pura, acqua salata ed olio lubrificante per 2 giorni;
  - immersione ad una pressione idrostatica equivalente alla profondità di 2 metri in acqua per 2 giorni;
- la memoria deve registrare alcuni dati addizionali per aumentare la qualità delle informazioni disponibili in caso di investigazione, tra cui:
  - velocità;
  - direzione di viaggio (avanti o indietro);
  - ora;
  - distanza;
  - posizione dell'acceleratore;
  - funzionamento dei freni;
  - stato delle luci (accese o spente);
  - funzionamento della sirena;
  - stato dei segnali di cabina;
- devono immagazzinare le ultime 48 ore di dati critici sul treno; ciò serve ad evitare la sovrascrittura dei dati importanti qualora la locomotiva venga usata per ripulire il luogo dell'incidente;
- la sostituzione dei vecchi registratori di eventi a nastro magnetico in un periodo di 4 anni a causa della loro vulnerabilità in caso di incidente serio.

### Svizzera
Dei sistemi di registrazione della velocità sono stati usati dalle Ferrovie Federali Svizzere per molti anni.